# Neolophonotus nero
Neolophonotus nero är en tvåvingeart som beskrevs av Jason Gilbert Hayden Londt 1988. Neolophonotus nero ingår i släktet Neolophonotus och familjen rovflugor. Inga underarter finns listade i Catalogue of Life.